# Fairchild (Wisconsin)
Fairchild és una població dels Estats Units a l'estat de Wisconsin. Segons el cens del 2000 tenia 564 habitants.

## Demografia
Segons el cens del 2000, Fairchild tenia 564 habitants, 210 habitatges, i 136 famílies. La densitat de població era de 149,2 habitants per km².
Dels 210 habitatges en un 30% hi vivien nens de menys de 18 anys, en un 48,6% hi vivien parelles casades, en un 11% dones solteres, i en un 35,2% no eren unitats familiars. En el 29,5% dels habitatges hi vivien persones soles el 15,2% de les quals corresponia a persones de 65 anys o més que vivien soles. El nombre mitjà de persones vivint en cada habitatge era de 2,5 i el nombre mitjà de persones que vivien en cada família era de 3,13.
Per edats la població es repartia de la següent manera: un 27,8% tenia menys de 18 anys, un 7,1% entre 18 i 24, un 26,8% entre 25 i 44, un 17,2% de 45 a 60 i un 21,1% 65 anys o més.
L'edat mediana era de 37 anys. Per cada 100 dones de 18 o més anys hi havia 104,5 homes.
La renda mediana per habitatge era de 23.625 $ i la renda mediana per família de 27.500 $. Els homes tenien una renda mediana de 23.750 $ mentre que les dones 17.083 $. La renda per capita de la població era de 12.729 $. Aproximadament el 12,7% de les famílies i el 18% de la població estaven per davall del llindar de pobresa.

## Poblacions més properes
El següent diagrama mostra les poblacions més properes.